# (4822) Karge
(4822) Karge est un astéroïde de la ceinture principale.

## Description
(4822) Karge est un astéroïde de la ceinture principale. Il fut découvert le 4 octobre 1986 à la station Anderson Mesa par Edward L. G. Bowell. Il présente une orbite caractérisée par un demi-grand axe de 2,25 UA, une excentricité de 0,19 et une inclinaison de 4,1° par rapport à l'écliptique.

## Compléments